# Euskal Herriko Nekazarien Elkartasuna
Euskal Herriko Nekazarien Elkartasuna (en español: Solidaridad campesina del País Vasco), de forma acrónima EHNE,  es un sindicato agrario del País Vasco y Navarra, España. 
Actualmente es la suma de 3 sindicatos provinciales federales: EHNE de Guipúzcoa y Navarra, y la Unión Agroganadera de Álava (UAGA) de Álava.

## Historia
Las organizaciones territoriales se crearon en 1976 y se legalizaron en 1977 como entes independientes. En 1981 las organizaciones de Guipúzcoa, Vizcaya y Álava se unieron en una sola Federación con personalidad jurídica propia. La organización navarra se sumó en 1986.
Se organiza en Congresos, que aprueban las normas básicas y fundamentales y eligen a la Ejecutiva Nacional, formada por un Secretario general y otros ocho miembros. Entre congresos, el máximo órgano es el Consejo Nacional, integrado por las ejecutivas provinciales más los responsables de los sectores y áreas en que se divide el sindicato.
En 1990 se dio el primer salto cualitativo con el I Congreso que recogía una estructura sindical agraria. Posteriormente se celebraron el II Congreso (año 1992), el III Congreso (año 1997) y el IV Congreso (2002). Según sus propios datos, cuenta con 6.150 socios.
En el año 1992 EHNE se incorpora formalmente a la Coordination Paysanne Europenne (CPE) nivel europeo y a la Coordinadora de Organizaciones de Agricultores y Ganaderos (COAG) a nivel estatal. Asimismo, en mayo de 1993 participa en el Congreso fundacional de Vía Campesina.

## Presencia en organismos y consultas
Euskal Herriko Nekazarien Elkartasuna, como organización profesional agraria, tiene presencia en determinados organismos, como por ejemplo la Comisión Coordinadora para la Producción Ganadera Integrada, y en consultas sobre planes de desarrollo rural del Gobierno de Navarra.

## Formación en fitosanitarios
Euskal Herriko Nekazarien Elkartasuna es una de las entidades navarras autorizadas por el Gobierno de Navarra para impartir la formación a usuarios profesionales sobre el uso de productos fitosanitarios según el Real Decreto 1311/2012, de 14 de septiembre, junto con el sindicato agrario Unión de Agricultores y Ganaderos de Navarra, la empresa pública Instituto Navarro de Tecnologías e Infraestructuras Agroalimentarias, el centro de formación profesional Centro Integrado Agroforestal, Servicios de Ingeniería Agroforestal y Medioambiental de Navarra y la Agrupación de Servicios Administrativos Calibus.

En concreto, está autorizado para formar en los siguientes niveles de capacitación:
- Nivel básico.[16]
- Nivel cualificado.[17]
- Adaptaciones de básico.[18]